# Academy of American Poets
L'Academy of American Poets est une association américaine fondée en 1934 par Marie Bullock à New York. Son but est de diffuser auprès d'un public le plus large possible la poésie nord-américaine et de soutenir par des prix et des bourses des jeunes poètes. L'association est financée par ses membres, des fondations, divers mécènes et des fonds publics.

## Historique
Marie Leontine Graves épouse Bullock (1911-1986) est née de parents américains à Paris. Lorsqu'elle suit ses études à la Sorbonne, elle rencontre l'Américain Hugh Bullock avec qui elle se marie et s'installe à Manhattan. Découvrant l'ostracisme qui frappait la poésie et la précarité des poètes particulièrement frappés par la Grande Dépression de 1929, elle décide de fonder l'Academy of American Poets. Elle sera soutenue par son mari, et aussi par les poètes Edwin Arlington Robinson, Ridgely Torrence (en) et Joseph Auslander, ce dernier est le premier spécialiste de la poésie embauché par la Bibliothèque du Congrès,,,.
La mission qu'elle se donne est claire : soutenir les poètes américains à tous les stades de leur carrière et favoriser la diffusion de la poésie contemporaine.
Marie Bullock, dans un premier temps, dirige l'association depuis son appartement. Elle utilise la presse et la radio pour faire connaître l'association et récolter des fonds. Son énergie fait qu'elle a su imposer la poésie dans le paysage culturel américain.
Afin d'être au plus près des poètes, elle constitue en 1946 un conseil d'administration composé de « chanceliers »(chancelors). Ceux-ci sont tous des poètes. Les membres du conseil des chanceliers sont élus pour un mandat de six ans par les adhérents de l'association et sont renouvelés à raison d'un par an. Le premier conseil de chanceliers était composé de J. Donald Adams, William Rose Benét, Witter Bynner (en) Henry S. Canby, Mary Colum (en), Max Forrester Eastman, Frank Porter Graham (en), Robert M. Hutchins, Robinson Jeffers, Archibald MacLeish, F. O. Matthiessen (en) et William Allan Neilson (en).
Elle fut la première académie littéraire à accepter des membres afro-américains, hispaniques, comme Claudia Rankine, Marilyn Nelson, Aberjhani, Alberto Ríos, Lucille Clifton, Rita Dove, Victor Hernández Cruz (en), Kwame Dawes, etc

## Les prix délivrés par l'Academy of American Poets

### L'Academy of American Poets Fellowship
Ce prix d'un montant de 25 000 dollars créé en 1946, récompense un recueil de poésie, c'est le premier prix de cette sorte aux États-Unis.

### LeJames Laughlin Award
Depuis 1954, ce prix couronne le second recueil de poésie d'un auteur.
Le lauréat reçoit une somme de cinq mille dollars et un séjour d'une semaine tous frais payés à l'Hôtel Betsy à Miami Beach.

### Le University & College Poetry Prize
Créé en 1955, ce prix récompense des jeunes poètes étudiants, ce sont les High Schools et universités qui présentent les candidats.
Les primés reçoivent une bourse perpétuelle de cent dollars (budget global : cinq mille dollars). Le gagnant voit ses poèmes publiés par l'Académie.

### Le Walt Whitman Award
Créé en 1975, ce prix récompense un premier manuscrit.
Le lauréat reçoit une bourse de cinq mille dollars, son manuscrit est publié par Graywolf Press et bénéficie d'un stage résidentiel de six semaines (tous frais payés) au Civitella Ranieri Center en Italie.

### Le Lenore Marshall Poetry Prize
Fondé en 1975, ce prix récompense le livre le plus remarquable de la poésie publié aux Etats-Unis dans l'année civile précédente. Le montant du prix est de 25 000 dollars. L'auteur est également assuré de la mobilisation de l'ensemble des membres de l'académie pour faire sa promotion.

### Le Harold Morton Landon Translation Award
Fondé également en 1975, ce prix récompense la traduction d'un recueil de poésie en langue anglaise. Le lauréat reçoit un prix de mille dollars.

### Le Wallace Stevens Award
Créé en 1994, ce prix couronne un recueil de poésie reconnu pour sa qualité, le lauréat reçoit un montant de 100 000 dollars,  ce prix est l'un des plus prestigieux de l’Amérique du Nord, l'équivalent du prix Guillaume-Apollinaire.

### Le Raiziss/de Palchi Translation Awards
Crée en 1995, ce prix récompense la traduction en anglais d'un recueil de poésie italienne contemporaine. Le traducteur gagnant reçoit un  prix de 25 000 dollars et un séjour résidentiel de cinq semaines à l'American Academy in Rome.

### Le Aliki Perroti and Seth Frank Most Promising Young Poet Award
Prix créé en 2013 et qui récompense un poète d'au plus 23 ans. Le montant est de mille dollars.

### LeAmbroggio Prize
Créé en 2017, ce prix d'un montant de mille dollars est fait pour publier un manuscrit espagnol avec sa traduction en anglais. Le lauréat verra son manuscrit publié par les presses de l'université de l'Arizona.
C'est le seul prix du genre aux États-Unis qui honore les poètes américains dont la langue maternelle est l'espagnol (castillan).

## Médias
Le site internet d'Academy of American Poets, www.poets.org, donne des informations sur l'histoire, la mission de l'association, mais aussi donne des informations quant à l’actualité poétique, les manifestations poétiques et fournit des supports pédagogiques en direction des enseignants.
Depuis 1996, l'association a lancé une revue semestrielle (avril et octobre de chaque année) American poets, revue qui comporte des articles d'analyse critique rédigés par les membres de l'association, des publications de poèmes récents et des interviews d'acteurs majeurs de la scène poétique américaine. Son tirage actuel est de 9 000 abonnements réguliers.
Elle publie également des livres sur la poésie comme le A Poet's Glossary d'Edward Hirsch,.
American poets est régulièrement cité par des revues telles que The New Yorker ou Poetry.
Depuis sa fondation, son principal mode de diffusion est l'organisation de cycles de lectures ou reading series au sein des établissements d'enseignement secondaire (high college) d'universités, de centres culturels, de librairies, de bars, de restaurants, etc. restant fidèle en cela à sa mission première : diffuser la poésie au plus grand nombre, la rendre accessible au plus grand nombre.

## Pour approfondir

### Essais
- (en-US) Robert Penn Warren (dir.) (ill. Barry Moser), Fifty Years of American Poetry : Anniversary Volume for the Academy of American Poets, New York, H.N. Abrams,, 1984, 264 p. (ISBN 9780810909342, OCLC 10799499, lire en ligne),

### Articles
- Charles H. Rowell, « Unmasking the "Gods of Poetry": Race and the Academy of American Poets », Callaloo, vol. 22, no 1,‎ hiver 1999, ix-xix (11 pages) (lire en ligne ),
- « The Academy of American Poets Nominations for US Postage Stamps », Spring, New Series, no 10,‎ octobre 2001, p. 6 (1 page) (lire en ligne ),
- « Academy of American Poets National Poetry Month April 2013 », American Libraries,‎ 2013, p. 9 pages (lire en ligne ),
- Jen Benka, Edward Hirsch et Olivia Morgan, « Academy of American Poets », Poetry, vol. 208, no 1,‎ avril 2016, p. 51-58 (8 pages) (lire en ligne ),